# Tinodes wuyuanensis
Tinodes wuyuanensis is een schietmot uit de familie Psychomyiidae. De soort komt voor in het Oriëntaals gebied.